# Stevia anadenotricha
Stevia anadenotricha là một loài thực vật có hoa trong họ Cúc. Loài này được (B.L.Rob.) Grashoff miêu tả khoa học đầu tiên năm 1974.